# Algonquin Round Table
The Algonquin Round Table var en grupp författare, kritiker, skådespelare och konversatörer i New York. Gruppen, som började träffas i samband med ett "practical joke" och benämnde sig The Vicious Circle ("Den onda cirkeln"), träffades till lunch varje dag på Algonquin Hotel på Manhattan mellan 1919 och cirka 1929.
Under dessa luncher ägnade sig gruppen åt skämtsamheter, kvickheter och ordlekar, som spreds över dåtidens USA via tidningskrönikor skrivna av medlemmar i gruppen.

## Medlemmar
Till de ursprungliga medlemmarna i sällskapet hörde bland andra:

- Franklin Pierce Adams, kolumnist
- Robert Benchley, humorist och skådespelare
- Heywood Broun, kolumnist och sportskribent (gift med Ruth Hale)
- Marc Connelly, dramatiker
- Ruth Hale, frilansskribent som arbetade för kvinnors rättigheter
- George S. Kaufman, dramatiker och regissör
- Dorothy Parker, kritiker, poet, novellförfattare och manusförfattare
- Brock Pemberton, Broadwayproducent
- Harold Ross, redaktör vid tidskriften The New Yorker
- Robert E. Sherwood, skådespelare och dramatiker
- John Peter Toohey, pressagent vid Broadway
- Alexander Woollcott, kritiker och journalist

Många deltog under en period eller mer tillfälligt, bland andra:

- Tallulah Bankhead, skådespelare
- Noël Coward, dramatiker
- Blyth Daly, skådespelare
- Edna Ferber, författare och dramatiker
- Eva Le Gallienne, skådespelare
- Margalo Gillmore, skådespelare
- Jane Grant, journalist och feminist (gift med Harold Ross)
- Beatrice Kaufman, redaktör och dramatiker (gift med George S. Kaufman)
- Margaret Leech, författare och historiker
- Neysa McMein, tidskriftsillustratör
- Harpo Marx, komiker och filmstjärna
- Alice Duer Miller, författare
- Donald Ogden Stewart, dramatiker och manusförfattare
- Frank Sullivan, journalist och humorist
- Deems Taylor, kompositör
- Estelle Winwood, skådespelare och komiker
- Peggy Wood, skådespelare